# Marinus de Eboli
Marinus de Eboli (ur. 1206, Rocca d’Arce, zm. 10 marca 1286, Kapua) – włoski duchowny katolicki. Wicekanclerz Świętego Kościoła Rzymskiego 1244-1252. Bliski współpracownik papieża Innocentego IV. Uczestniczył w Soborze Lyońskim I w 1245. Arcybiskup Kapui od 13 stycznia 1252 aż do śmierci. Autor dzieł „Super revocatoriis” i „De confirmationibus”.